# Lamholmen
Ne doit pas être confondu avec Lamholmen (Bergen), Lamholmen (Bømlo), Lamholmen (Fitjar), Lamholmen (Lindås) ou Lamholmen (Alver).
Lamholmen est une île norvégienne du comté de Hordaland appartenant administrativement à Fonnes.

## Description
Verdoyante, elle s'étend sur environ 400 m de longueur pour une largeur approximative de 159 m. Elle comporte six habitations et trois pontons d’amarrage. 